# Coroneo (kommun)
Coroneo är en kommun i Mexiko.   Den ligger i delstaten Guanajuato, i den sydöstra delen av landet, 160 km nordväst om huvudstaden Mexico City.
Följande samhällen finns i Coroneo:
- Coroneo
- Cerro Colorado
- La Venta Norte
- El Puertecito
- Cerro Prieto Oriente
- El Lindero
- El Espinazo
- Cebolletas
- Arroyo del Durazno
- La Viborilla
- La Tortuga